# Pogwizdów (powiat bocheński)
Pogwizdów – wieś w Polsce, położona w województwie małopolskim, w powiecie bocheńskim, w gminie Bochnia.
W latach 1975–1998 wieś należała administracyjnie do województwa tarnowskiego.
Wieś opactwa benedyktynów tynieckich w powiecie szczyrzyckim województwa krakowskiego w końcu XVI wieku.

## Położenie
Miejscowość leży w dolinie potoku będącego dopływem Polanki i na zboczach wznoszących się nad doliną potoku wzgórz Pogórza Wiśnickiego. Teren jest pagórkowaty, a cała miejscowość położona jest na wysokości 250 do 320 m n.p.m. Otoczona jest od zachodu Lasem Skarbowym, od wschodu Lasem Kopalińskim. Pogwizdów położony jest około 5 km od centrum Bochni.

## Integralne części wsi
| SIMC    | Nazwa     | Rodzaj    |
| ------- | --------- | --------- |
| 0812790 | Berdychów | część wsi |
| 0812809 | Kopaliny  | część wsi |
| 0812815 | Potoki    | część wsi |

## Zabytki
Obiekt wpisany do rejestru zabytków nieruchomych województwa małopolskiego.
- Kościół pod wezwaniem św. Szymona i św. Judy Tadeusza wraz z otoczeniem i drzewostanem. Budynek drewniany, późnogotycki, orientowany z przełomu XV i XVI wieku. Korpus szerszy od trójbocznie zamkniętego prezbiterium. Zachował się m.in. profilowany portal o wykroju oślego grzbietu. Rozbudowany w kierunku zachodnim w latach 1896 i 1913[10].